# Vologases VI
Vologases VI của Parthia (tiếng Parthia: Walagash; tiếng Ba Tư: بلاش ششم, Balash) đã kế vị vua cha Vologases V của Parthia (191-208), lên ngôi vua đế chế Parthia năm 208.
Ngay sau khi kế vị, em trai ông Artabanus IV (216-224) nổi dậy chống lại ông ta, trở thành chủ nhân của một phần rộng lớn của đế chế. Tuy nhiên, Vologases VI vẫn còn cai trị ở một phần của Babylon: ngày tháng sụp đổ trên tiền xu của ông là năm 228.
Trong khi đó Ardashir I (226-241), người sáng lập của triều đại Sassanid, đã đánh bại và giết Artabanus IV năm 226 và chinh phục các tỉnh phía đông của Parthia. Trong vài năm tới, Ardashir I tiếp tục mở rộng đế chế mới của mình, và đã phải đánh bại và giết chết Vologases sau năm 228.